# Алея Героїв Крут
Але́я Геро́їв Кру́т — вулиця в Печерському районі міста Києва, місцевості Аскольдова могила, Печерськ. Пролягає від площі Слави до площі Андрія Первозванного.

## Історія
До 2001 року був частиною давнього Дніпровського узвозу. У 2001 році частина Дніпровського узвозу від площі Слави до Аскольдової могили відокремлена у окрему вулицю — алею Героїв Крут, на честь українських юнаків, котрі 29 січня 1918 року полягли під Крутами.
На Водохрещу 2009 р. поряд з Палацом дітей та юнацтва відкрили композицію «Вічний Київ»: бронзову кулю з зображеннями київських храмів. Автор – відомий у світі митець Франк Мейслер. Вартість твору оцінюють в $300 тисяч, наданих спонсорами.

## Зображення

Скульптурна композиція «Вічний Київ»
Пам'ятник Леоніду Бикову — Військовим льотчикам